# 인민의 의지당

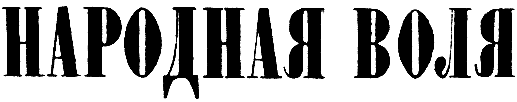

인민의 의지당(人民─意志黨, 러시아어: Наро́дная во́ля 나로드나야 볼랴[*])은 19세기 러시아의 인민주의 테러 조직이다. 차르 알렉산드르 2세를 암살한 것으로 가장 잘 알려져 있다. 1879년 토지와 자유당에서 갈라져 나옴으로써 창설되었다. 지도부는 알렉산드르 미하일로브, 알렉산드르 크뱌츠콥스키, 안드레이 츠헬랴보프, 소피아 페로브스카야, 베라 피그네르, 니콜라이 모로조프, 미하일 프롤렌코, 레프 티코미로프, 알렉산드르 바란니코프, 안나 야키모바, 마리아 오샤니나 등이었다. 블라디미르 레닌의 친형인 알렉산드르 울랴노프도 인민의 의지당 조직원이었으며, 나중에 알렉산드르 3세 암살 계획에 참여하다 체포되어 사형당했다.
인민의 의지당 지도부 산하에는 노동자, 학생, 군인들로 이루어진 숱한 세포조직들이 산재해 있었으며, 1879년에서 1883년 사이에 인민의 의지당이 활동한 도시는 50개소가 넘는다. 특히 우크라이나와 볼가강 일대에서 그 위세가 대단하였다. 조직원들은 500명을 넘은 적이 없었으나 그 추종자는 수천 명에 달했다. 1881년의 알렉 2세 암살이 그 활동의 절정이었으나, 민중의 숭배 대상이던 차르를 암살한 것은 오히려 테러리즘에 대한 반감을 조성하는 역풍을 일으켰고, 대대적인 검거선풍 끝에 인민의 의지당은 1882년 와해된다.

## 같이 보기
- 허무주의 운동
- 사회주의혁명당
- 토지와 자유당